# スイム
スイム(Swim)は、イギリスのロックバンド、フィーダーのミニアルバム。
オリジナル版は、ファーストアルバム「ポリシーン」が発売される以前の1996年に、「Swim EP」としてUKのみで発売され、その後2001年に、オリジナルの6曲に同時期に録音されたB面曲を追加したもの（Swim Re-Surfaced）が発売されている。日本では「ポリシーン」や、日本編集盤（EP）と収録曲が被るためか長らく発売されなかったが、2006年に発売されている。
「ポリシーン」と同様に、グランジ色の強いハードな楽曲と、感傷的な美しさを持った楽曲が同居しており、初期のフィーダーの音楽性を知ることができる。

## 楽曲
1. スウィート・シックスティーン(Sweet 16)
2. ステレオ・ワールド(Stereo World)
3. ダブリュ・アイ・ティ(W.I.T)(ウーマン・イン・タオルズ/Women In Towels)
4. ディセンド(Descend)
5. シェイド(Shade)
6. スイム(Swim)
オリジナル版はこの6曲のみでリリースされている。
7. エレジー(Elegy)
8. ワールド・アスリープ(World Asleep)
9. チキン・オン・ア・ボーン(Chicken On A Bone)
10. スピル(Spill)
11. フォーギヴン(Forgiven)
再リリース版では上記の5曲が追加された。いずれも、「ポリシーン」からシングルカットされた曲のB面に収録されていた曲である。

## 備考
- 「Shade」は「オメガブースト」のBGMとして使用されている。またこの曲と「Chicken On A Bone」のインストルメンタルバージョン、「Sweet 16」が「グランツーリスモ」のBGMとして使用された。